# Lazarim
Lazarim est une paroisse civile portugaise (en portugais : freguesia) de la municipalité de Lamego dans le district de Viseu.

## Géographie
Lazarim est située au sud de Lamego.
La Ribeira de Tarouca y prend sa source, parcourt la paroisse depuis le sud puis s'écoule vers l'est en direction de Lalim et Tarouca.

## Démographie
Lors du recensement de 2021, Lazarim compte 407 habitants.

## Culture et patrimoine
Lazarim est célèbre pour son carnaval.

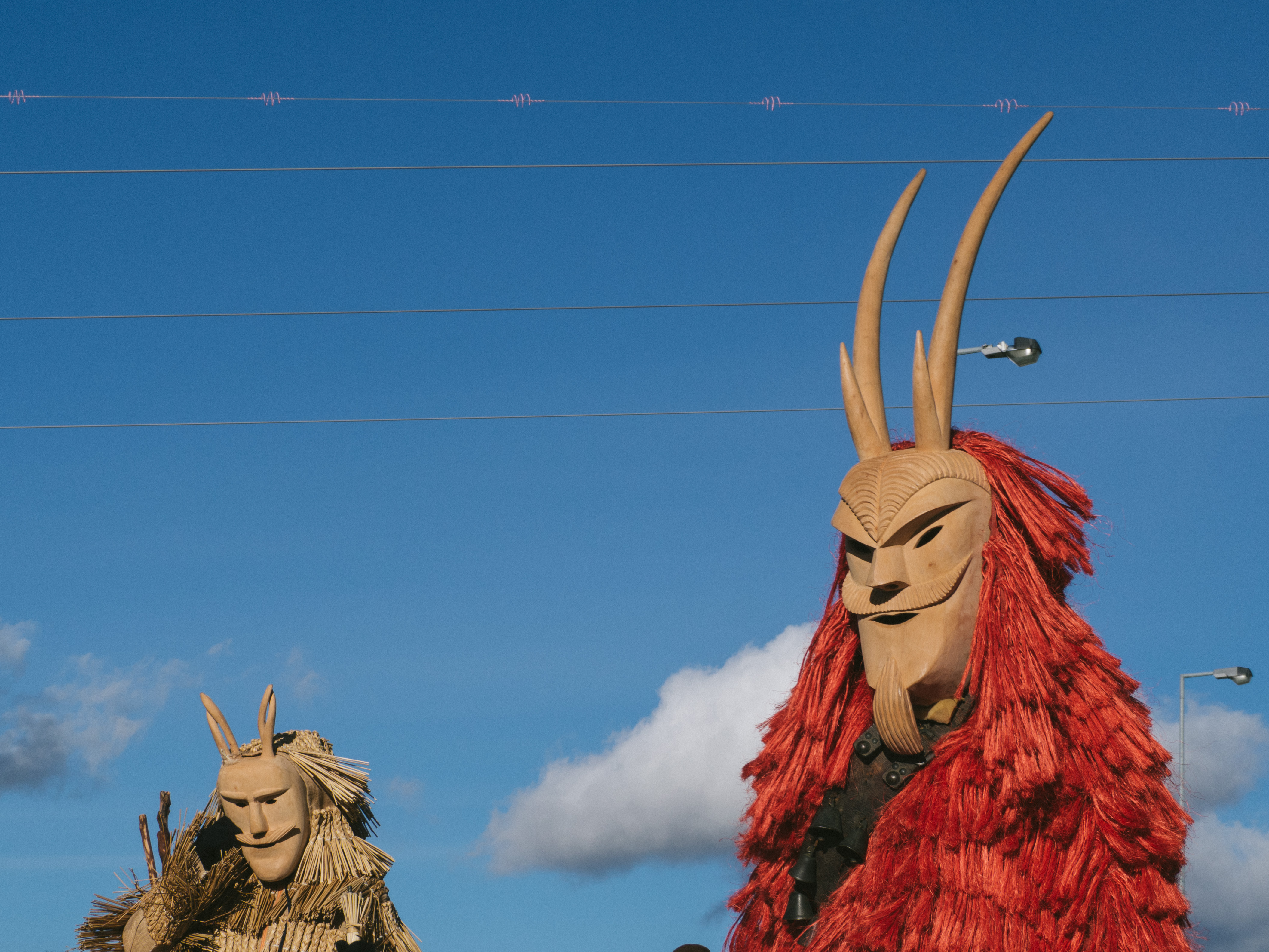
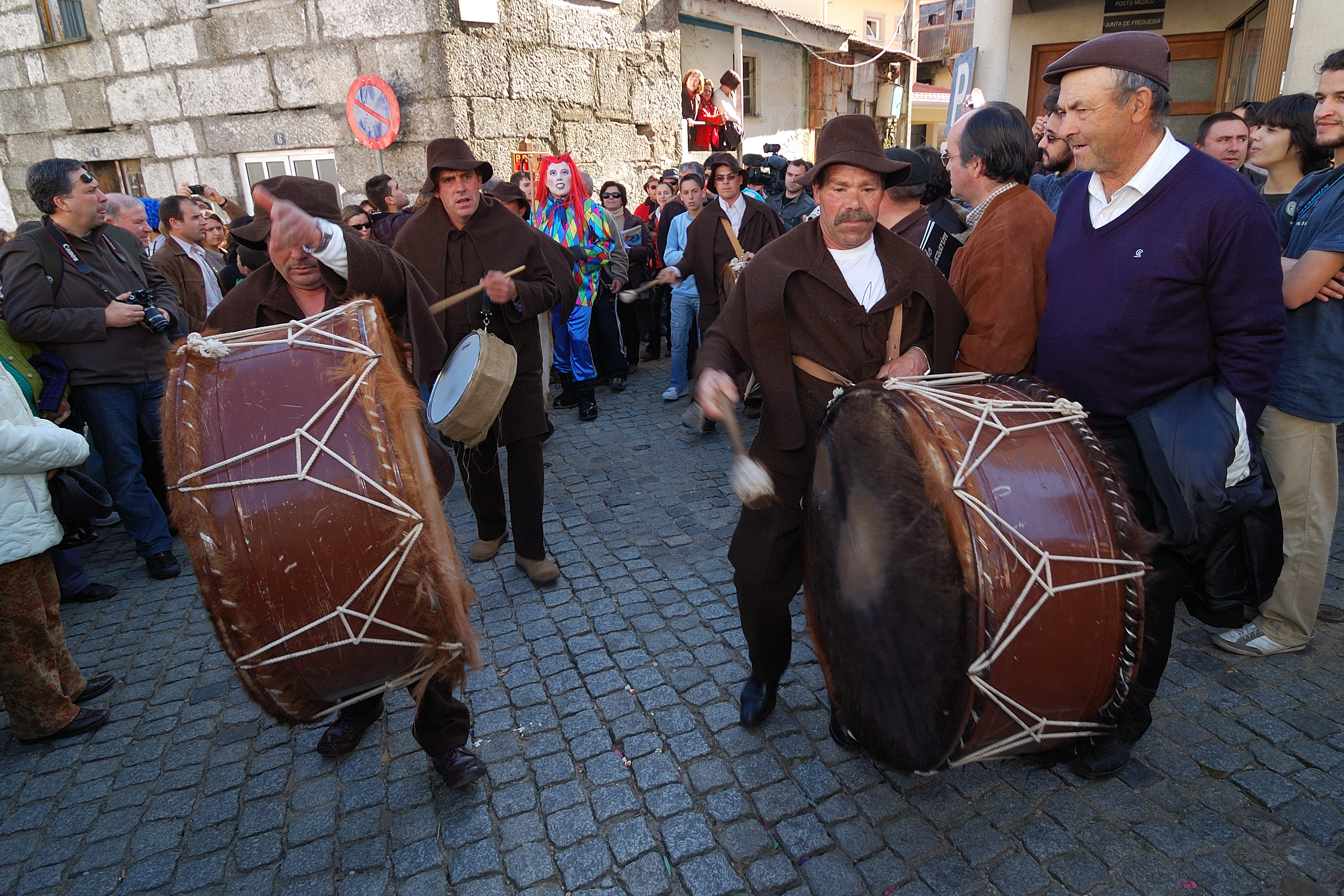
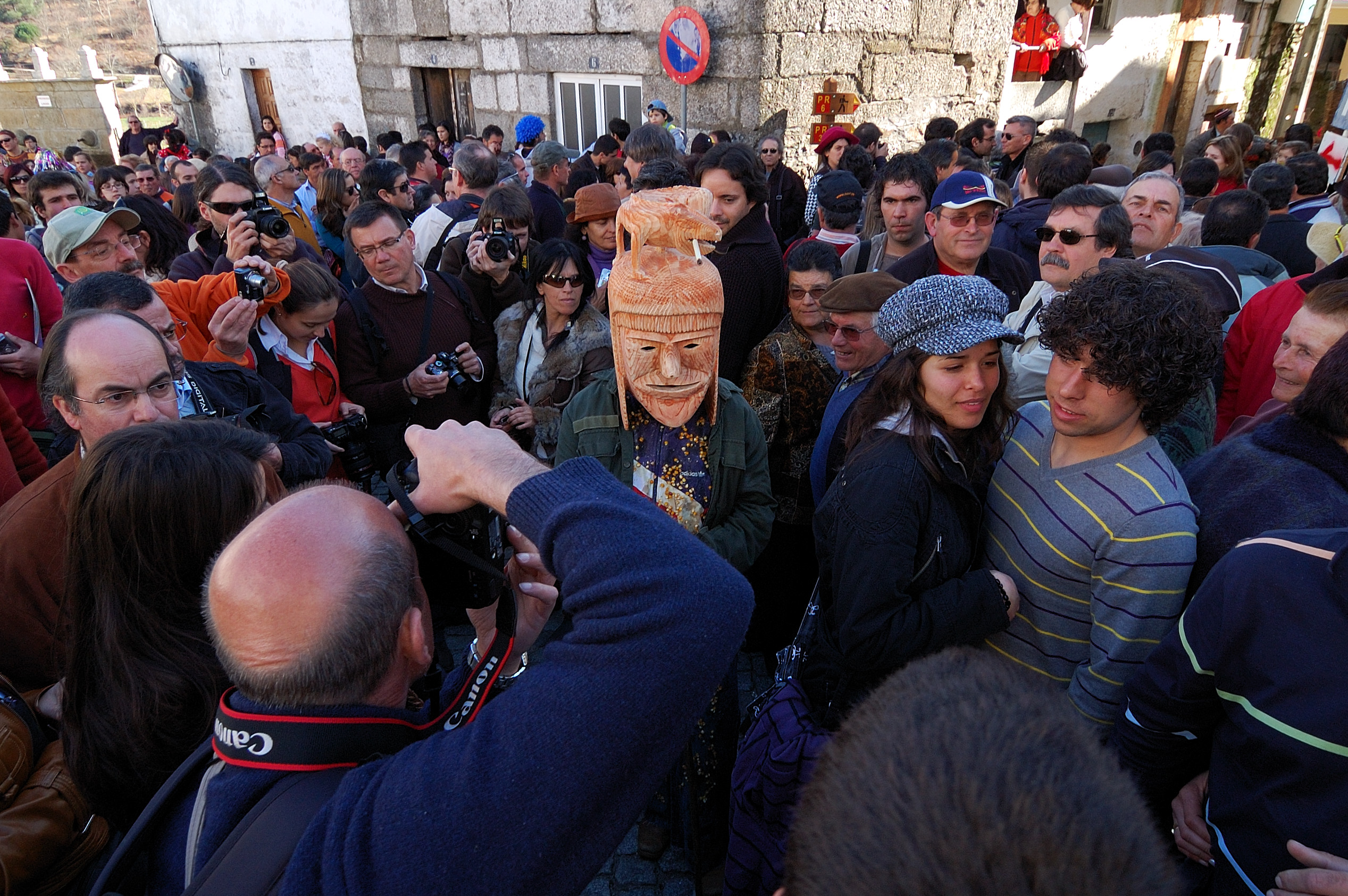